# Павія (провінція)
Павія (італ. Provincia di Pavia, ломб. Pruvincia de Pavia) — провінція в Італії, у регіоні Ломбардія. 
Площа провінції — 2 965 км², населення — 552 541 осіб.
Столицею провінції є місто Павія.

## Географія
Межує на півночі з провінцією Мілан, на сході з провінцією Лоді і з регіоном Емілія-Романья (провінцією П'яченца),  на заході  з регіоном П'ємонт (провінцією Алессандрія, провінцією Верчеллі, і провінцією Новара).

## Основні муніципалітети
Найбільші за кількістю мешканців муніципалітети (ISTAT, 31/12/2007):
| Ном. | Муніципалітет  | Населення (осіб) | Площа (км²) | Густота (ab/км²) | Висота (м.н.р.м.) |
| ---- | -------------- | ---------------- | ----------- | ---------------- | ----------------- |
| 1°   | Павія          | 70.207           | 62          | 1132             | 77                |
| 2°   | Віджевано      | 61.142           | 82          | 741              | 116               |
| 3°   | Вогера         | 39.238           | 63,28       | 620              | 96                |
| 4°   | Мортара        | 15.325           | 52          | 295              | 108               |
| 5°   | Страделла      | 11.425           | 18,77       | 609              | 101               |
| 6°   | Гамболо        | 10.013           | 51          | 196              | 104               |
| 7°   | Гарласко       | 9.728            | 39,03       | 249              | 93                |
| 8°   | Броні          | 9.539            | 20,87       | 457              | 88                |
| 9°   | Казорате-Прімо | 7.975            | 9           | 886              | 103               |
| 10°  | Меде           | 7.031            | 33          | 213              | 93                |

## Історія
- Арментарій з Павії